# Frans Van Holder

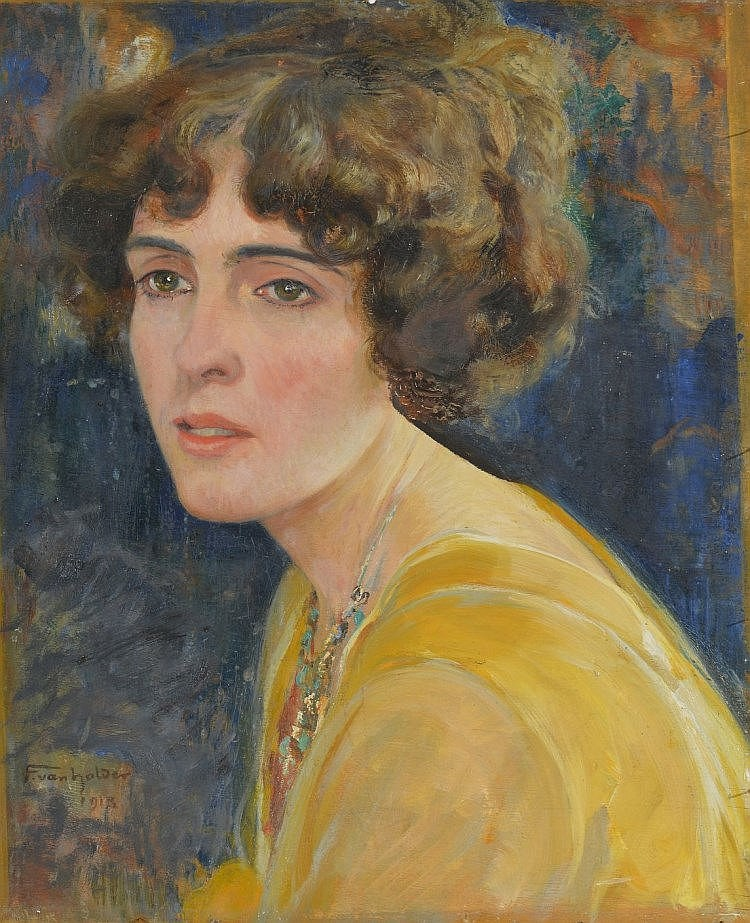
Frauenporträt

Frans Van Holder (* 26. Oktober 1881 in Ixelles/Elsene; † 15. März 1919 in Genf) war ein belgischer Maler.
Er begann in der Werkstatt seines Vaters als Maler-Dekorateur zu arbeiten. Zahlreiche Salons und Innenräume der Brüsseler Bourgeoisie wurden von der Van Holder-Werkstatt entworfen und bemalt.
Frans Van Holder studierte an der Kunstakademie im Brüsseler Stadtteil Saint-Gilles/Sint-Gillis  bei Alfred Cluysenaar.
Er unternahm Studienreisen nach Spanien, Italien und der Schweiz. Er war ab 1905 Mitglied der „L'Effort“ und „Pour l'Art“-Künstlervereine.
Seine Werke waren vom Impressionismus und belgischen Luminismus beeinflusst.

## Werke
- Porträt der Frau A. Ganshof van der Meersch, 1909 (220 × 115 cm; Brügge, Groeningemuseum, Inv. Nr. 0000.GRO1214.l)